# Surányi László (labdarúgó)
Surányi László (Dunakisvarsány, 1923. december 23. – Montréal, Kanada,   kétszeres magyar bajnok labdarúgó, csatár.

## Pályafutása
1942 és 1947 között a Csepel csapatában szerepelt. Tagja volt az 1941–42-es és az 1942–43-as idényben bajnoki címet szerzett együttesnek. 1948 május és október között a Ferencváros játékos volt. A Fradiban összesen 14 mérkőzésen lépett pályára (7 bajnoki, 4 nemzetközi, 4 hazai díjmérkőzés) és hét gólt szerzett (4 bajnoki, 3 egyéb). 1949 nyarán a Húsos játékosa lett.

## Sikerei, díjai
- Magyar bajnokság
  - bajnok: 1941–42, 1942–43
  - 3.: 1947–48